# Ernie Roth
Irwin Roth, noto con lo pseudonimo The Grand Wizard, detto Ernie (New York, 30 agosto 1926 – Fort Lauderdale, 12 ottobre 1983), è stato un manager di wrestler statunitense.
Noto per il suo abbigliamento stravagante e colorato, con tanto di occhiali da sole e turbante con incastonati gioielli e pietre preziose, è stato il manager di Superstar Billy Graham, Ken Patera, The Sheik, "Cowboy" Bob Orton, Pat Patterson e Sgt. Slaughter nella World Wrestling Federation/Entertainment. Nel 1995 è stato inserito nella WWE Hall of Fame, essendo stato uno fra i più celebri e importanti manager dell'industria del wrestling.

## Carriera

### Abdullah Farouk
Ernie Roth iniziò la carriera nel mondo dello spettacolo come disc jockey. Successivamente, grazie alla sua parlantina e all'eccentricità, cominciò la professione di manager di wrestling negli anni sessanta nell'area di Detroit. I suoi primi pseudonimi furono "Mr. Clean" e "J. Wellington Radcliffe". La prima notorietà la ebbe con l'identità di "Abdullah Farouk", il manager malvagio di The Sheik.
Turbante in testa, Farouk insultava i fan americani e talvolta interferiva fisicamente nei match cercando di favorire i suoi protetti, cosa non comune all'epoca.

### The Grand Wizard

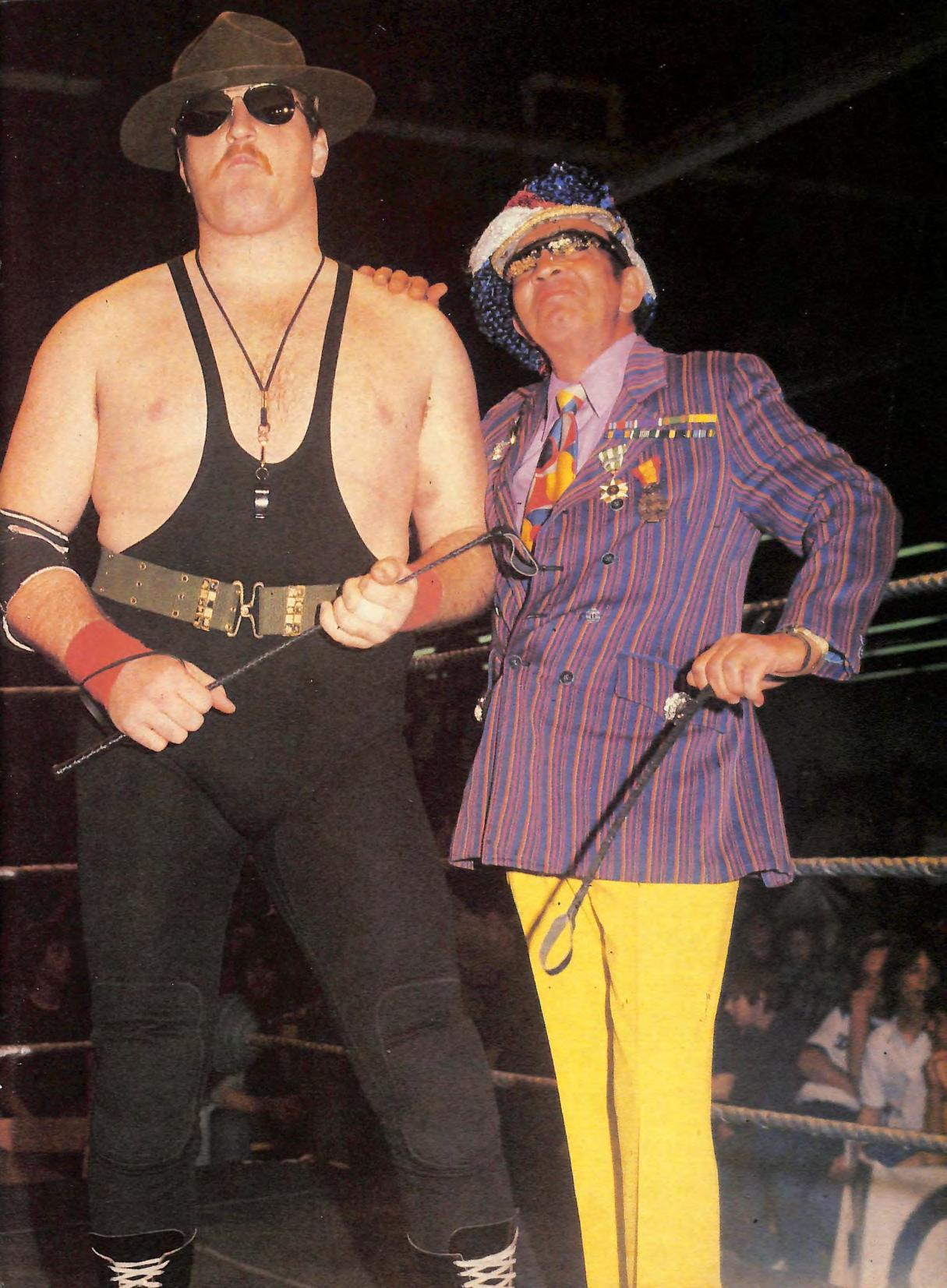
Sgt. Slaughter e The Grand Wizard

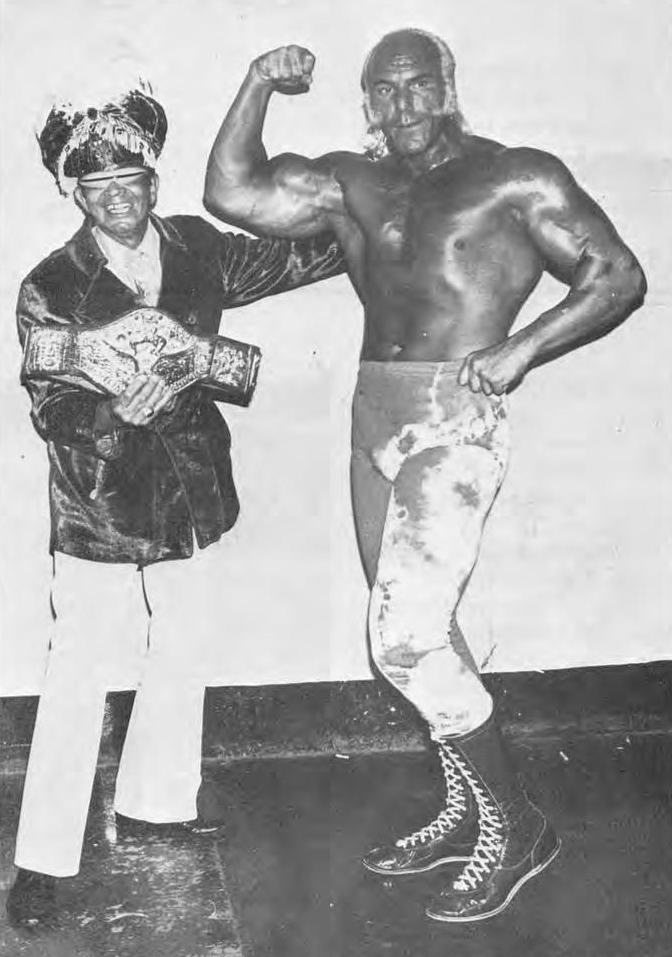
The Grand Wizard e Superstar Billy Graham

Negli anni settanta Roth andò nella World Wide Wrestling Federation (WWWF), dove adottò lo pseudonimo The Grand Wizard ("grande mago"). Roth, di religione ebraica, notoriamente scelse il nome "Grand Wizard" come riferimento ironico ai suprematisti bianchi del Ku Klux Klan, i cui leader venivano chiamati appunto Grand Wizard come carica onorifica.
Quasi immediatamente dopo il suo arrivo nel 1971, Grand Wizard fece da manager a Blackjack Mulligan e Beautiful Bobby. In seguito ebbe tra i suoi clienti Mr. Fuji e Prof. Toru Tanaka che portò a due regni come WWWF World Tag Team Championship. Un anno dopo, Wizard fece da manager a Stan Stasiak quando egli sconfisse Pedro Morales per il titolo WWF Championship il 1º dicembre 1973 a Filadelfia. The Wizard ebbe anche un secondo protégé, Superstar Billy Graham, che divenne campione mondiale WWF il 30 aprile 1977, sconfiggendo Bruno Sammartino a Baltimora. Il 20 febbraio 1978, Bob Backlund prevalse su Superstar Billy Graham vincendo il WWF Championship al Madison Square Garden di New York, detronizzando il campione. The Wizard cercò di vendicarsi in tutti i modi di Backlund, avvalendosi dei servigi di Don Muraco, Ken Patera e Greg Valentine.
The Grand Wizard fu anche il manager del primo Intercontinental Champion Pat Patterson, e in seguito di Patera (che strappò il titolo a Patterson nell'aprile 1980) e di Muraco (altro campione intercontinentale). Tra gli altri wrestler diretti da Grand Wizard ci furono "Beautiful" Bobby Harmon, Killer Kowalski, "Crazy" Luke Graham, Sgt. Slaughter, "Big Cat" Ernie Ladd, Ox Baker, e Cowboy Bob Orton.

## Vita privata
L'omosessualità di Roth venne rivelata dopo la sua morte, anche se molti dichiararono di essere già a conoscenza del suo orientamento sessuale. Era il padrino della figlia di Don Muraco. I suoi genitori si chiamavano Evrum (Edward) Roth e Rizel (Rose) Stern.
Il 12 ottobre 1983, Roth morì a causa di un infarto. Nel 1995, è stato introdotto nella WWE Hall of Fame dall'amico e "protégé" Sgt. Slaughter.

## Titoli e riconoscimenti
- Professional Wrestling Hall of Fame
  - Ammissione[4]
- Pro Wrestling Illustrated
  - Editors' Award (1983)[8]
  - Manager of the Year (1973, 1977)
- World Wrestling Federation
  - WWF Hall of Fame (Classe del 1995)[1]